# جرسونی-لا-ترینیته
جرسونی-لا-ترینیته (به ایتالیایی: Gressoney-La-Trinité) یک کومونه در ایتالیا است که در واله دائوستا واقع شده‌است.

## خصوصیات
جرسونی-لا-ترینیته ۶۵ کیلومترمربع مساحت و ۳۰۴ نفر جمعیت دارد و ۱٬۶۳۵ متر بالاتر از سطح دریا واقع شده‌است.